# キリ空港
キリ空港（英語: Kili Airport）は、マーシャル諸島キリ島にある空港である。

## 歴史
第二次世界大戦終結後、アメリカ政府がビキニ環礁で核実験を行うため、ビキニ環礁の島民をキリ島へ移住させるために建設された。

## 就航路線
| 航空会社           | 目的地               |
| ------------------ | -------------------- |
| マーシャル諸島航空 | マジュロ、ジャルート |